# ستيوارت أندرو
ستيوارت أندرو (بالإنجليزية: Stuart Andrew)‏ هو سياسي بريطاني، ولد في 25 نوفمبر 1971 في أنغلزي في المملكة المتحدة. حزبياً، نشط في حزب المحافظين. في انتخابات المملكة المتحدة لعام 2010، انتخب عضو برلمان المملكة المتحدة الـ55 عن دائرة بودسي وقد انضم خلال فترته النيابية ‏ (6 مايو 2010 – 30 مارس 2015) للكتلة البرلمانية حزب المحافظين وفي الانتخابات العامة في المملكة المتحدة 2015، انتخب عضو برلمان المملكة المتحدة الـ56 عن دائرة بودسي وقد انضم خلال فترته النيابية ‏ (8 مايو 2015 – 3 مايو 2017) للكتلة البرلمانية حزب المحافظين وفي الانتخابات التشريعية البريطانية 2017، انتخب عضو برلمان المملكة المتحدة الـ57 عن دائرة بودسي وقد انضم خلال فترته النيابية ‏ (8 يونيو 2017 – ) للكتلة البرلمانية حزب المحافظين.

## وصلات خارجية
- الموقع الرسمي